# Општина Карпош
Општина Карпош је једна од општина Града Скопља у оквиру Скопског статистичког региона у Северној Македонији. Седиште општине је истоимена четврт Карпош у оквиру Скопља.

## Положај
Општина Карпош налази се у северном делу Северне Македоније. Са других страна налазе се друге општине Северне Македоније:
- север — Општина Чучер-Сандево
- североисток — Општина Бутел
- исток — Општина Чаир и Општина Центар
- југоисток — Општина Кисела Вода
- југ — Општина Сопиште
- запад — Општина Сарај
- северозапад — Општина Ђорче Петров

## Природне одлике
Рељеф: Општина Карпош подељена је Вардаром на јужни и северни део. Најјужнији део су северне падине планине Водно, док се на северу налазе први обронци Скопске црне горе.
Клима у општини је умереноконтинентална.
Воде: Цело подручје општине је у сливу Вардара, који пресеца општину.

## Становништво
Општина Карпош имала је по последњем попису из 2002. г. 59.666 ст., од чега у седишту општине 37.162 ст. (62%). Општина је густо насељена, посебно градско подручје.
Национални састав по попису из 2002. године био је:
|           | Број   | Постотак |
| Укупно    | 59.666 | 100%     |
| Македонци | 52.810 | 88,5%    |
| Срби      | 2.184  | 2,7%     |
| Албанци   | 1.952  | 2,3%     |
| Роми      | 615    | 1,0%     |
| остали    | 2.105  | 3,6%     |

## Насељена места
У општини постоји 12 подручних јединица, од тога 10 у саставу града Скопља као градске четврти, а 2 као приградска насеља:
Четврти града Скопља:
- Карпош
- Влаје
- Водно
- Доњи Нерези
- Жданец
- Злокућани
- Козље
- Средњи Нерези
- Тафталиџе
- Трнодол

Приградска села:
- Бардовци
- Горњи Нерези

## Општине побратими
Општина Карпош је побратимљена са:
- Нови Београд, Србија

## Додатно погледати
- Административна подела Северне Македоније
- Град Скопље